# Boscarla de Swinhoe
La boscarla de Swinhoe (Acrocephalus concinens) és una espècie d'ocell de la família dels acrocefàlids (Acrocephalidae) que habita praderies humides, matolls i conreus del nord de l'Afganistan i de l'Índia i centre de la Xina.